# Melodifestivalen

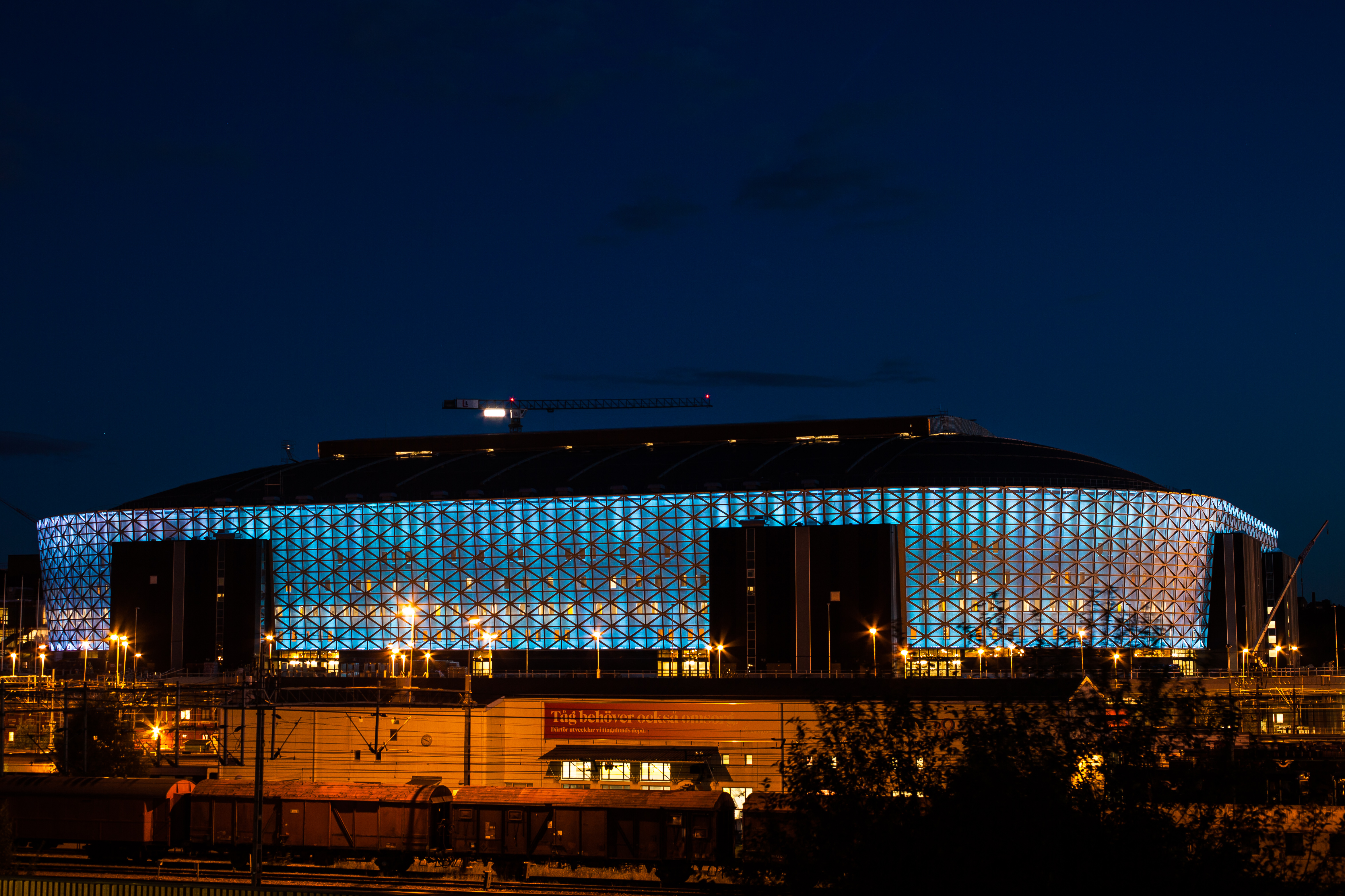
Friends Arena, locul unde se desfasoara Melodifestivalen din 2013

Melodifestivalen este o competiție de cântece anuală organizată de televiziunea națională suedeză SVT și Sveriges Radio (SR), în vederea alegerii reprezentantului Suediei din anul respectiv la Concursul Muzical Eurovision, având loc aproape în fiecare an din 1959 până în prezent.